# Entengasse 2 (Dillingen an der Donau)

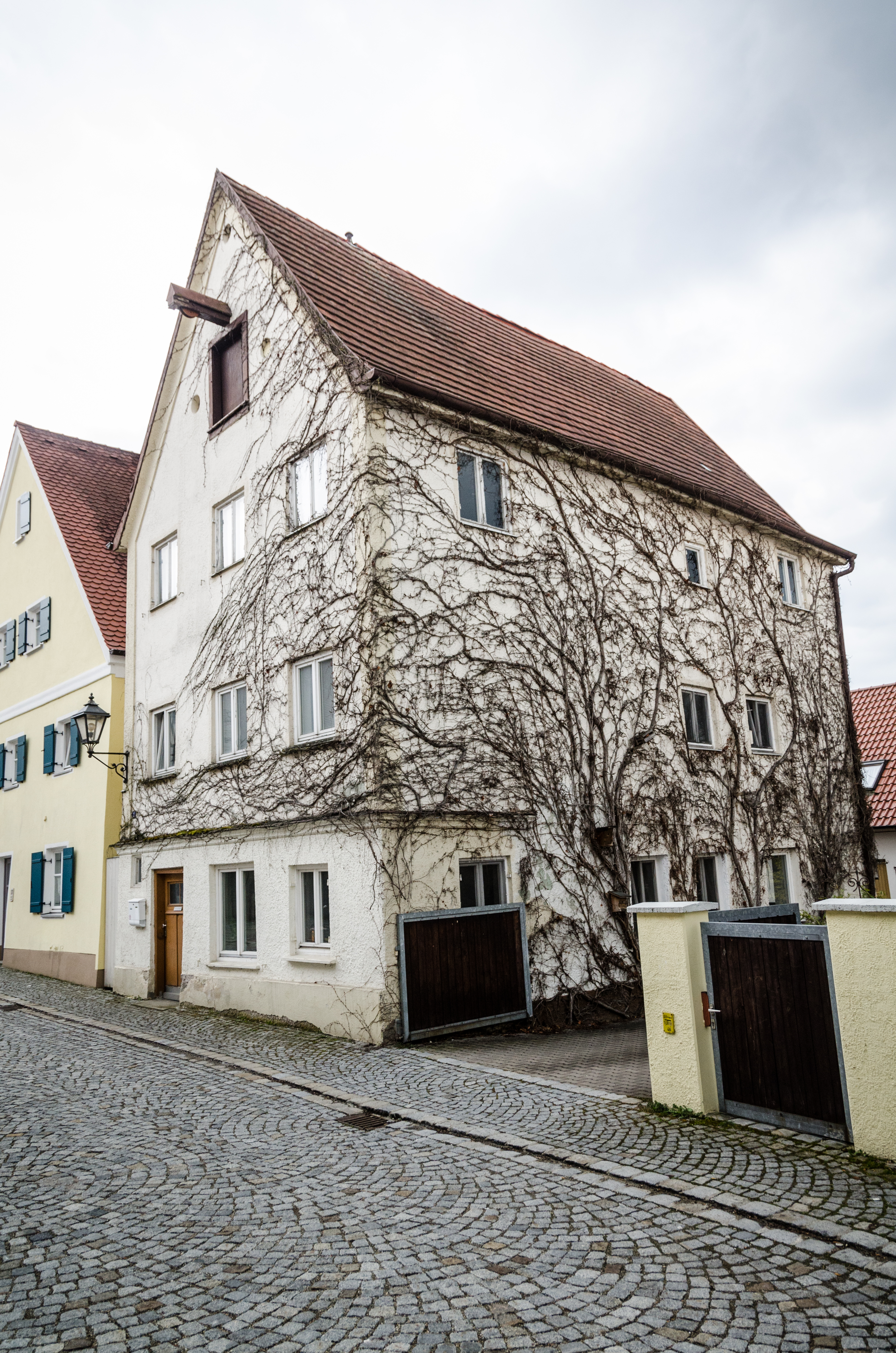
Wohnhaus Entengasse 2 in Dillingen an der Donau

Das Gebäude Entengasse 2 in Dillingen an der Donau, der Kreisstadt des Landkreises Dillingen an der Donau im Regierungsbezirk Schwaben in Bayern, wurde im 18. Jahrhundert errichtet. Das Wohnhaus ist ein geschütztes Baudenkmal.
Das dreigeschossige Giebelhaus mit Profilgesims hat eine Fassade aus der zweiten Hälfte des 19. Jahrhunderts. Die Obergeschosse haben je drei Fensterachsen.  
Im Giebel ist die Ladeluke mit Kranbalken flankiert von zwei Rundfenstern zu sehen.    